# 내 친구 정일우
《내 친구 정일우》는 2017년에 개봉한 대한민국의 영화이다.

## 캐스팅
- 정일우
- 진주희 - 내레이션
- 신명자 - 내레이션
- 김동원 - 내레이션
- 김의열 - 내레이션
- 조앤 데일리
- 박준
- 최재선
- 이한일
- 정동수
- 박문수
- 민기식
- 조진배
- 남해윤
- 심백섭
- 김상용
- 정만영
- 신원식
- 남궁영미
- 김수환
- 고정훈
- 김동의
- 황규남
- 김원민
- 임호묵
- 박재천
- 신명호
- 제빈나
- 김정자
- 이현옥
- 정미경
- 민경자
- 하태욱
- 손인숙
- 한순영
- 김진홍
- 김영호
- 전경옥
- 김간난
- 이재희
- 정천복
- 김용옥
- 김철규
- 이복희
- 이동춘